# Dobrná
Dobrná település Csehországban, Děčíni járásban. Dobrná Markvartice, Huntířov, Malá Veleň, Horní Habartice, Dolní Habartice, Benešov nad Ploučnicí, Ludvíkovice és Děčín településekkel határos. Lakosainak száma 446 fő (2024. január 1.).

## Népesség
A település lakosságának változását az alábbi diagram mutatja:
| Lakosok száma | 1284 | 1253 | 1048 | 500  | 414  | 435  | 447  | 436  | 422  | 446  |
|               | 1869 | 1900 | 1921 | 1961 | 1980 | 2011 | 2016 | 2019 | 2021 | 2024 |